# Xemnu
Xemnu el Titán Viviente, también conocido como Xemnu el Hulk, es un personaje ficticio que aparece en los cómics estadounidenses publicados por Marvel Comics. Xemnu es un extraterrestre que ha intentado conquistar la Tierra varias veces. 

## Historial de publicaciones
El personaje apareció por primera vez en la historia "I Was a Slave of the Living Hulk!" en Journey into Mystery # 62, y fue creado por Stan Lee y Jack Kirby.

## Historia
Xemnu apareció por primera vez en la Tierra cuando su nave se estrelló al aterrizar en la Tierra después de quedarse sin combustible. Cuando es revivido por el humano Joe Harper, Xemnu revela que él era un criminal que había sido exiliado en el espacio para los delitos contra el resto del universo, y se había escapado de un planeta prisión y huyó a la Tierra. Xemnu luego utiliza la telepatía para dominar la mente de Harper y luego la mente de cualquier otro ser humano en la Tierra. Se les obligó a él construir una nueva nave para que podría volver a casa. A medida que se aleja, libera Harper de su dominación telepática. Harper sabotea los sistemas eléctricos de la nave, sorprendiendo Xemnu en un estado similar al coma. A medida que el alienígena voló lejos, su control de la mente se desvaneció, y sus antiguos siervos se olvidó de que nunca había existido. Xemnu utiliza la telequinesis para dirigir un asteroide a la huelga su nave para que se llamó en un curso de vuelta a la Tierra. Después de estrellarse en la Tierra por segunda vez, Xemnu debilitado, se tomó en un espectáculo de circo. A medida que tomó el control de la ciudad en donde se encuentra el circo, Joe Harper siguió el rastro de Xemnu y se enfrenta al extranjero. Xemnu intenta desintegrar Harper, pero Harper utiliza un espejo para reflejar la energía psíquica del extranjero hacia atrás en él, y el cuerpo de Xemnu fue destruido.
Xemnu luego viajó por el espacio en una forma no corpórea, y con los años se enteró de que su planeta natal había sido aniquilado por una plaga. Regresó a la Tierra, que posee el cuerpo de un astronauta Richmond Wagner para obtener una forma física. Cuando el transbordador espacial llegó a la Tierra, Xemnu utiliza la popularidad de su huésped humano y su propia telepatía para convertirse en el anfitrión de la serie de televisión para niños. Usó su poder mental para colocar a los niños de la Tierra bajo su esclavo, planeando secuestrar a repoblar su mundo natal, sólo para ser detectada por el Doctor Extraño, él y su aliado Namor el Sub-Marinero fueron derrotados por el extranjero, pero Xemnu fue a su vez golpeado por Hulk. Xemnu después tomó posesión de Amos Moisés, el alcalde de una pequeña ciudad Plucketville en un intento de secuestrar a la gente del pueblo de Plucketville a repoblar su planeta de origen. Los recién formados Defensores (Doctor Extraño, Hulk, Namor y la Valkiria) lo combatieron, evitando así que lo utilicen los habitantes del pueblo para construir otra nave espacial. Xemnu continuó su vendetta contra Hulk a través de una serie de clones creados a partir de muestras de otro "clásico Marvel" monstruos alienígenas, envió a atacar a Hulk, y luchó contra el propio Hulk; Sin embargo, fue derrotado cuando estalló la presa. Xemnu utilizado más adelante el cuerpo de Amo Moisés en un intento de tomar de nuevo el control de la Tierra a través de la hipnosis transmitidas por televisión. Xemnu tomó el control mental del protagonista de Los Angeles, Hombre Maravilla usarlo para atacar a su aliado, La Mole. Los héroes fueron derrotados por Xemnu, y huyeron en una nave espacial.
Más tarde, en el fondo en el espacio, Xemnu se infiltra la nave nave-transporte propiedad de Ulises Salomón Archer. Se hace cargo de la zona cerrada de la estrella Stop Diner y se enfrenta a una mujer embarazada conocida como María McGrill. Él planea alterar genéticamente a su hijo para que sea uno de su propia raza. Él se opone por Razorback, Archer, She-Hulk y todos los demás en el restaurante pero son fácilmente eliminado por sus poderes psíquicos. She-Hulk despierta delante de los demás y encuentra que Xemnu está tratando de convertirla en "She-Xemnu". En última instancia, Xemnu es derrotado y entregado a un poderoso alienígena humanoide llamado Big Enilwen. Este ser de niño cree que Xemnu es simplemente un oso de peluche para jugar.
Xemnu convence a Enilwen para liberar a su población del oso de peluche de 'la naturaleza'. Él vuelve a enfrentarse a She-Hulk de nuevo, esta vez para venderla como esclava. Esta vez es derrotado por una gran llave inglesa en la cabeza, ejercido por la amiga de She-Hulk, Louise Mason.
Xemnu reapareció como uno de los cuerpos secuestrados de Fantasma Espacial en el Más allá. Apareció en Aniquilación Conquista como uno de los seleccionados de Falange. 
Xemnu más tarde regresó a la Tierra y luchó con Hulk Rojo después de derrotar a Woodgod. Durante ese tiempo, el Hombre Imposible utiliza su magia para combinar a Hulk y Hulk Rojo en el Compuesto Hulk que lucha como secuaz de Xemnu Kluh (una versión elegante del Hulk Gris) y domina al mismo.
Xemnu apareció más tarde en la Isla Monstruo cuando Shadowcat y Magik parecieron buscar a una niña mutante llamada Bo. Xemnu estaba entre los monstruos que atacaron a los tres hasta que Magik se teletransportó a sí misma, Shadowcat, y Bo a la Escuela Jean Grey para el Aprendizaje Superior.
Xemnu aparece más tarde junto a Rocket Raccoon.
Durante la historia de Monsters Unleashed, Xemnu se encuentra entre los monstruos que se ven cayendo del cielo cerca de San Diego.
Xenmu aparece de nuevo, actualmente vive en la Isla Monstruo. El CEO de Roxxon, Dario Agger, se le acerca como parte de su plan para arruinar la imagen pública de Hulk y reemplazarlo con su propio Hulk. Aumentado con la cibernética, Xenmu parece salvar a los ciudadanos de varios parásitos internos gigantes que Hulk desencadenó accidentalmente, lo que llevó a que su personaje Hulk Diablo cambiara a la persona Salvaje Hulk. Sabiendo que los medios están mirando, Xenmu usa sus poderes para tomar el control de los espectadores de manera sutil al preguntarles si lo recuerdan. Mientras esto sucede, permite que Hulk pelee contra él para que pueda perder el control de los parásitos a propósito para empeorar la imagen pública de Hulk. Después de ser salvado por el Hombre Absorbente, Hulk se va cuando los poderes de Xenmu han comenzado a influir en aquellos que presenciaron el evento en la pantalla, como se muestra con uno de los aliados actuales de Hulk, la Dra. Charlene McGowan, cuyo recuento de encontrarse con Daredevil por primera vez ahora cambió a conociendo a Xenmu. En la mente de Bruce Banner, el personaje de Salvaje Hulk comenta que no puede luchar contra la hipnosis de Xemnu. La persona de Green Scar reaparece y afirma que puede. Minotauro descubrió que Xemnu había transformado a las personas de las que se alimentaba en secuaces híbridos Xemnu/humanos. Al oponerse a esto, Xemnu consumió a Minotauro y lo transformó en una criatura híbrida Xemnu/Minotauro deformada incapaz de hablar. Hulk en su personaje de Green Scar logró matar a Xemnu lo suficiente como para romper el control mental.

## Poderes y habilidades
Gracias a su estructura genética alienígena, Xemnu posee una gran fuerza sobrehumana, casi comparable a la de She-Hulk incluso en su tamaño actual más pequeño. Xemnu también posee resistencia y durabilidad sobrehumanas, y tiene un intelecto talentoso con conocimientos avanzados de genética. Su principal recurso radica en sus enormes y extraordinarias habilidades psiónicas, que incluyen telepatía, hipnosis, posesión y levitación. Estas habilidades le permiten controlar sin esfuerzo millones o incluso miles de millones de mentes a la vez, inducir inmediatamente la inconsciencia en multitudes de personas, o incluso poner bloqueos mentales en la mente del Doctor Strange, el "Hechicero Supremo" del Universo Marvel, aunque Hulk ha demostrado ser inmune a la posesión psiónica de Xemnu. También puede proyectar explosiones de conmoción psiónica de tremendo poder, suficientes para asombrar incluso a Hulk, animar objetos inanimados, incluidos los asteroides, y puede crear "atmosferas" personales, una esfera protectora de energía psiónica, que puede usar para volar él mismo en él. Si es destruido, puede habitar en otro ser vivo y transformarlo en una copia más pequeña (11 pies) de su cuerpo original. Él es muy experto en su tecnología nativa, y ha sido capaz de diseñar monstruosidades genéticas capaces de desafiar incluso el poder de Hulk, o usar una máquina que convierte a los humanos en miembros de su especie, incluida la transformación de She-Hulk en una "She-Xemnu".

## Otros medios

### Televisión
Xemnu aparece en Hulk and the Agents of S.M.A.S.H. episodio 10 de la segunda temporada, "El Más Fuerte de Todos", con la voz de Fred Tatasciore. Esta variación es mucho más alta y más fuerte que Hulk. Está interesado en desafiar a los luchadores locales y ofrece un desafío, a través del holograma, para luchar contra los Hulks, todos excepto Rick. Al ver que no tiene sentido, Hulk se mueve para rechazar, pero Rick acepta en nombre de todo el equipo. Sus colegas pierden. Sintiéndose culpable, Rick lo intenta una vez más y logra vencer a Xemnu. Xemnu declara su viaje por una hábil pelea y se une con Rick a través de videojuegos y donas.

### Ficción
Seis años después del lanzamiento del cómic original, el ficticio alienígena Xemnu (bajo el nombre apenas alterado de Xenu o Xemu) se convertiría en una parte central de las enseñanzas secretas de la nueva religión de Cienciología. Debido al consumo excesivo de alcohol y drogas de L. Ron Hubbard en ese momento, Hubbard ni siquiera se había dado cuenta de que se estaba apropiando de un villano de Marvel Comics para desarrollar sus escrituras.